# تیگران بارسقیان
تیگران آشوتی بارسقیان (ارمنی: Տիգրան Աշոտի Բարսեղյան; انگلیسی: Tigran Ashoti Barseghyan؛ زادهٔ ۲۲ سپتامبر ۱۹۹۳) بازیکن فوتبال در پست هافبک اهل ارمنستان است.

## باشگاهی
از باشگاه‌هایی که در آن بازی کرده‌است می‌توان به واردار، بانانتس، گاندزاسار کاپان و میکا اشاره کرد.

## تیم ملی
بارسقیان عضو زیر ۲۱ سال ارمنستان و تیم ملی فوتبال ارمنستان می‌باشد. بارسقیان نخستین بازی ملی خود را که یک بازی دوستانه بود در تاریخ ۲۵ مارس ۲۰۱۶ در ایروان در مقابل بلاروس انجام داده‌است

### گل‌های ملی
| شماره | تاریخ          | ورزشگاه                                                        | حریف        | گل زده | نتیجه | رقابت                       |
| ----- | -------------- | -------------------------------------------------------------- | ----------- | ------ | ----- | --------------------------- |
| ۱.    | ۱ ژوئن ۲۰۱۶    | ورزشگاه استاب هاب سنتر، کارسون، کالیفرنیا، ایالات متحده آمریکا | السالوادور  | ۳–۰    | ۴–۰   | بازی دوستانه                |
| ۲.    | ۶ سپتامبر ۲۰۱۸ | ورزشگاه جمهوریت وازگن سارگسیان، ایروان، ارمنستان               | لیختن‌اشتاین | ۲–۱    | ۲–۱   | 2018–19 UEFA Nations League |